# Laboratorio di Economia Politica
Il Laboratorio di Economia Politica — dal 1906, Laboratorio di Economia Politica S. Cognetti de' Martiis — fu fondato nell'anno accademico 1893–1894 su iniziativa di Salvatore Cognetti de Martiis.
Il Laboratorio, in origine, era parte della Facoltà di Giurisprudenza e, in seguito, del Reale Museo Industriale di Torino.
Allievi del Laboratorio nel periodo di Cognetti e negli anni immediatamente successivi furono, tra gli altri, Luigi Albertini, Luigi Einaudi, Pasquale Jannaccone, Attilio Cabiati, Giuseppe Prato, Antonio Graziadei, Riccardo Bachi, Eugenio Masè Dari, Emanuele Sella e Gioele Solari.
Alla morte del fondatore, nel 1901, a succedere a Cognetti fu prima Gaetano Mosca, dal 1901 al 1903, e poi Achille Loria. Quest'ultimo diresse il Laboratorio dal 1903 al 1932, affiancato dal 1908 da Luigi Einaudi come vice-direttore. Sotto la loro direzione il Laboratorio si separò dal Politecnico di Torino nel 1926, e nel 1935 si costituì in Facoltà di Economia e Commercio dell'Università di Torino.
Di Einaudi, leader di quella che può essere chiamata la Scuola torinese di economia, furono la maggior parte degli allievi del Laboratorio della prima metà del Novecento. Tra gli altri, Attilio Garino Canina, Gino Borgatta, Francesco Antonio Repaci, Mauro Fasiani, Renzo Fubini, Gustavo Del Vecchio, Ernesto Rossi, Mario Lamberti Zanardi, Mario De Bernardi, Carlo Rosselli, Piero Sraffa.
Nel secondo dopoguerra il Laboratorio ha annoverato tra i suoi membri economisti di valore, quali Siro Lombardini, Francesco Forte, Claudio Napoleoni e Franco Momigliano.
Nel 1988 il Laboratorio si è trasformato nel Dipartimento di Economia S. Cognetti de Martiis.